# 未來昔日 (漫畫)
未來昔日（英語：Days of Future Past），是漫威漫畫在1981年發行的《非凡X戰警》#141–142的故事線，由作家克里斯·克拉林蒙、約翰·柏恩和泰瑞·奥斯丁共同創作。故事發生在一個反烏托邦的未來，在這個未來中，變種人都被囚禁在集中營中，成年的幻影貓把思維轉移到年輕的自己，防止在歷史上觸發反變種人活動發生。
2014年電影《X戰警：未來昔日》由本作漫畫改編，但回到過去的角色改為金鋼狼和刺殺對象改為軍事學家波利瓦·崔斯克。2011年，被粉絲列為最偉大漫威漫畫百強排名第25名。

## 故事大綱
故事發生在1980年和2013年之間。在未來，哨兵機器人統治了當時反烏托邦的美國並狩獵所有變種人，把他們囚禁在集中營中。征服了北美、狩獵所有變種人和其他超人類後，哨兵機器人把注意力轉移到世界的其他地方。在可怕的核戰爭前夕，剩下的變種人合力幫助幻影貓把思維轉移至年輕的自己，防止在歷史上觸發反變種人活動發生。
這些事件的原由是由於魔形女與她重組的邪惡變種人兄弟會一同行刺參議員羅伯特·凱利，導致政府決定實行哨兵計劃。
經過一眾變種人的幫忙，幻影貓完成了任務並返回到未來，但她卻失去了過往的記憶。

## 其他媒體

### 電視
- 《X戰警》：第一季《未來昔日（英语：Days of Future Past (TV episodes)）》。
- 《金鋼狼與X戰警（英语：Wolverine and the X-Men (TV series)）》
- 《Q版大英雄》
- 《終極蜘蛛俠》
- 《浩克與狂砸特工隊（英语：Hulk and the Agents of S.M.A.S.H.）》

### 電影
X戰警電影系列
- 《X戰警：未來昔日》

### 遊戲
- 《Ultimate Marvel vs. Capcom 3（英语：Ultimate Marvel vs. Capcom 3）》
- 《Marvel vs. Capcom 2: New Age of Heroes（英语：Marvel vs. Capcom 2: New Age of Heroes）》

## 外部連結
- Days of Future Past （页面存档备份，存于） 漫畫書數據庫
- Uncanny X-Men #141 （页面存档备份，存于） Marvel Universe wiki